# 博望区
博望区（はくぼう-く）は、中華人民共和国安徽省馬鞍山市に位置する市轄区。2012年までは当塗県に属していた。

## 行政区画
- 鎮:博望鎮、丹陽鎮、新市鎮